# Rosa de Maurer

Alguns exemplos das rosas de Maurer

Em geometria, o conceito de uma rosa de Maurer consiste em algumas linhas que ligam alguns pontos na forma de uma rosa polar. Esse conceito foi introduzido por Peter M. Maurer em seu artigo intitulado A Rosa é uma Rosa